# William Healey Dall
William Healey Dall (21 de agosto de 1845 - 27 de março de 1927) foi um naturalista americano, um proeminente malacologista e um dos primeiros exploradores científicos do interior do Alasca. Ele descreveu muitos moluscos do Noroeste Pacífico da América, e foi por muitos anos a autoridade proeminente da América em moluscos vivos e fósseis.
Dall também fez contribuições substanciais para ornitologia, zoologia, antropologia física e cultural, oceanografia e paleontologia. Além disso, realizou observações meteorológicas no Alasca para a Smithsonian Institution.

## Biografia

### Infância
Dall nasceu em Boston, Massachusetts. Seu pai Charles Henry Appleton Dall, (1816-1886), um ministro unitarista, mudou-se em 1855 para a Índia como missionário. Sua família, no entanto, permaneceu em Massachusetts, onde a mãe de Dall, Caroline Wells Healey, era professora, transcendentalista, reformadora e feminista pioneira.
Em 1862, o pai de Dall, em uma de suas poucas breves visitas a casa, colocou seu filho em contato com alguns naturalistas da Universidade de Harvard, onde havia estudado, e em 1863, quando Dall se formou no colegial, ele se interessou por moluscos. Em 1863 tornou-se aluno de Louis Agassiz do Museu de Zoologia Comparativa de Harvard, em ciências naturais. Ele encorajou o interesse de Dall pela malacologia, um campo ainda em sua infância. Ele também estudou anatomia e medicina com Jeffries Wyman e Dr. Daniel Brainerd.

### Primeiras posições, primeiras expedições

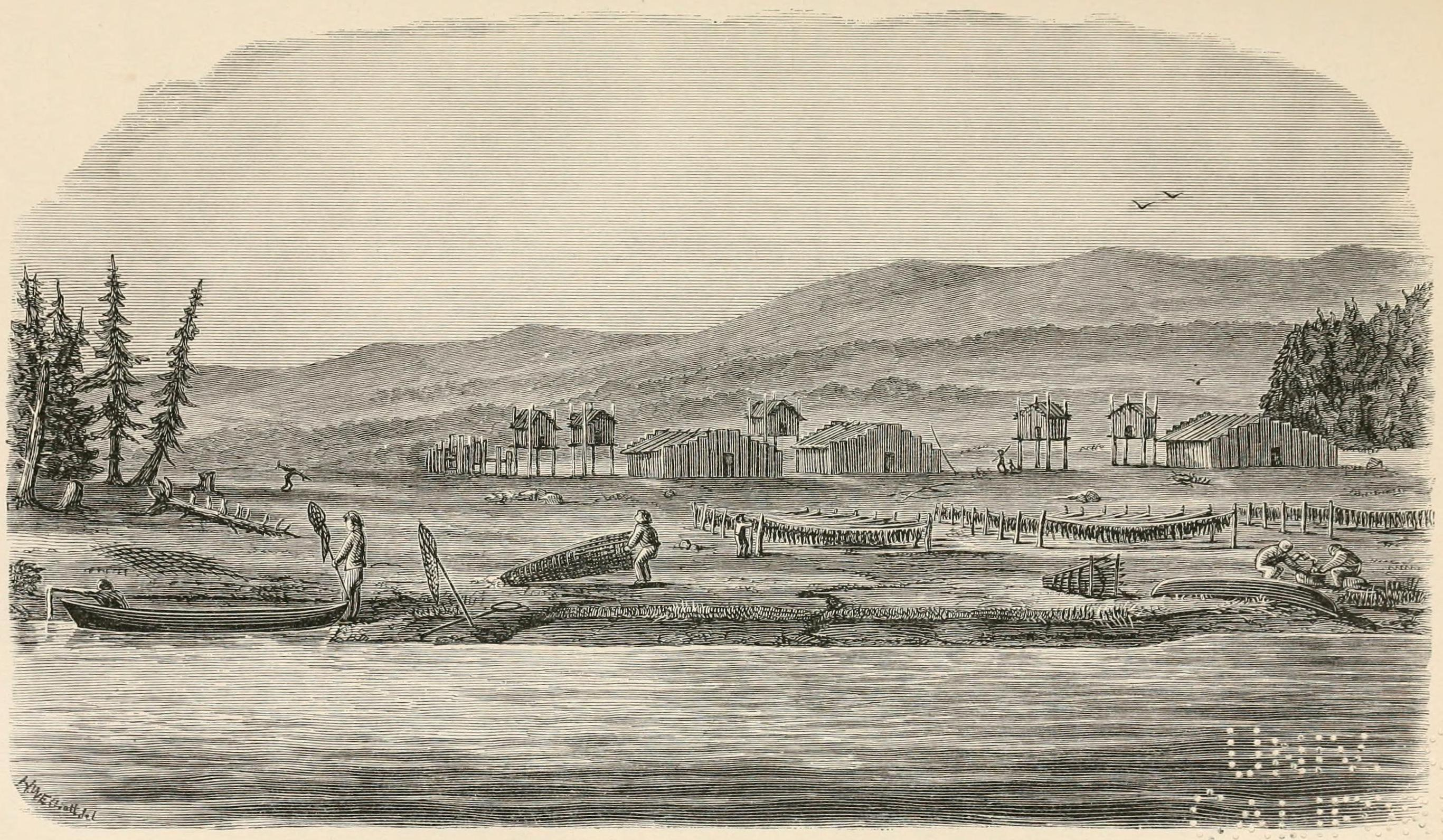
Aldeia no baixo Yukon durante a temporada de pesca, junho de 1868, a partir de um esboço original de Dall

Mapa de 1875 de Dall mostrando a distribuição de tribos nativas no Alasca

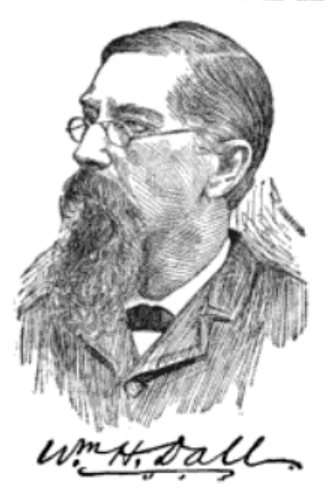
Dall por volta de 1888

Dall conseguiu um emprego em Chicago. Lá ele conheceu o famoso naturalista Robert Kennicott (1835-1866) no Museu da Academia de Ciências de Chicago. Em 1865, a Western Union Telegraph Expedition foi montada para encontrar uma possível rota para uma linha telegráfica entre a América do Norte e a Rússia através do Mar de Bering. Kennicott foi selecionado como o cientista para esta expedição, e com a influência de Spencer Fullerton Baird do Smithsonian Institution, ele tomou Dall como seu assistente, por causa de sua experiência em invertebrados e peixes. A bordo do clipper Nightingale, sob o comando do naturalista Charles Melville Scammon, Dall explorou a costa da Sibéria, com várias primeiras paradas no Alasca (ainda território russo na época). Scammon Bay, Alasca foi nomeado após Charles Scammon.
Em 1866, Dall continuou esta expedição à Sibéria. Em uma parada em St. Michael, Alasca, ele foi informado de que Kennicott havia morrido de ataque cardíaco em 13 de maio de 1866, enquanto prospectava uma possível rota de telégrafo ao longo do rio Yukon. Determinado a terminar o trabalho de Kennicott no rio Yukon, Dall permaneceu no Yukon durante o inverno. Por causa do cancelamento de sua própria expedição, ele teve que continuar este trabalho às suas próprias custas até o outono de 1868. Enquanto isso, em 1867, os EUA adquiriram o Alasca da Rússia por 7,2 milhões de dólares. Este era um país desconhecido, com uma fauna e flora ainda esperando para serem exploradas e descritas, uma tarefa que Dall assumiu como agrimensor-cientista.
De volta ao Smithsonian, ele começou a catalogar os milhares de espécimes que havia coletado durante essa expedição. Em 1870, ele publicou seu relato de suas viagens pioneiras no Alasca e seus recursos, descrevendo o rio Yukon, a geografia e os recursos do Alasca e seus habitantes. Também em 1870, Dall foi nomeado Assistente Interino do United States Coast Survey (renomeado para United States Coast and Geodetic Survey em 1878).
Dall foi em várias outras missões de reconhecimento e pesquisa no Alasca entre 1871 e 1874. Sua missão oficial era fazer o levantamento da costa do Alasca, mas ele aproveitou para adquirir espécimes, que coletou em grande número. Em 1871-72, ele pesquisou as Ilhas Aleutas. Em 1874, a bordo da escuna Yukon, da US Coast Survey, ancorou na baía de Lituya, que comparou ao vale de Yosemite, na Califórnia, se mantivesse suas geleiras.
Ele enviou sua coleção de moluscos, equinodermos e fósseis para Louis Agassiz no Museu de Zoologia Comparada de Harvard ; as plantas foram para Asa Gray em Harvard; material arqueológico e etnológico foi para o Smithsonian. Em 1877-1878 ele foi associado com as expedições de Blake ", ao longo da costa leste dos Estados Unidos. As principais publicações sobre as Expedições Blake foram publicadas no Boletim do Museu de Zoologia Comparativa de Harvard.
Dall estava na Europa em agosto de 1878, enviado para uma reunião em Dublin da Associação Britânica para o Avanço da Ciência. Ele aproveitou para visitar coleções de moluscos e conhecer estudiosos europeus.

### 1880 e depois
Dall casou-se com Annette Whitney em 1880. Eles viajaram para o Alasca em sua lua de mel. Depois de chegar a Sitka, sua esposa voltou para casa em Washington, DC. Ele começou sua última temporada de pesquisa a bordo da escuna Yukon. Ele foi acompanhado, entre outros, pelo ictiólogo Tarleton Hoffman Bean (1846-1916).
Em 1882 Dall contribuiu para o Comitê de Campanha do Congresso Republicano.
Em 1884, Dall deixou o US Coast and Geodetic Survey, tendo já escrito mais de 400 artigos. Em 1885 transferiu-se para o recém-criado US Geological Survey, obtendo o cargo de paleontólogo. Ele foi designado para o Museu Nacional dos EUA como curador honorário de paleontologia de invertebrados, estudando moluscos recentes e fósseis. Ele manteria esta posição até sua morte.
Como parte de seu trabalho para o US Geological Survey, Dall fez viagens para estudar geologia e fósseis: no Noroeste (1890, 1892, 1895, 1897, 1901 e 1910), na Flórida (1891) e na Geórgia (1893).
Em 1899, ele e uma equipe de cientistas de elite, como o especialista em glaciologia John Muir, foram membros da Expedição Harriman Alaska, a bordo do SS George W. Elder, ao longo dos fiordes glaciais da costa do Alasca, das Ilhas Aleutas e até o Estreito de Bering. Muitos novos gêneros e espécies foram descritos. Dall era o especialista indiscutível no Alasca, e os cientistas a bordo muitas vezes se surpreendiam com sua erudição, tanto em biologia quanto em respeito às culturas dos povos nativos do Alasca. Suas contribuições para os relatórios da Expedição Harriman no Alasca incluem um capítulo Descrição e Exploração do Alasca e o Volume 13, Moluscos de Terra e Água Doce.
Ele passou dois meses no Museu Bishop, no Havaí, examinando sua coleção de conchas.

### Sociedades e homenagens
Ele foi eleito membro da maioria das sociedades científicas dos EUA, vice-presidente da Academia Americana de Artes e Ciências (AAAS) (1882, 1885), fundador da National Geographic Society e da Philosophical Society of Washington. Em 1897 foi eleito para a Academia Nacional de Ciências. Ele era um membro estrangeiro da Sociedade Geológica de Londres. Sua eminência também lhe rendeu vários graus honorários. Mount Dall, um 8,399 ft (2,560 m) pico na cordilheira do Alasca, agora no Parque Nacional e Reserva Denali, foi nomeado em homenagem a Dall por AH Brooks do US Geological Survey em 1902.

## Publicações
Dall publicou mais de 1.600 artigos, revisões e comentários. Ele descreveu 5.427 espécies, muitas delas moluscos. Muitos de seus artigos eram curtos, mas várias de suas publicações eram monografias abrangentes.

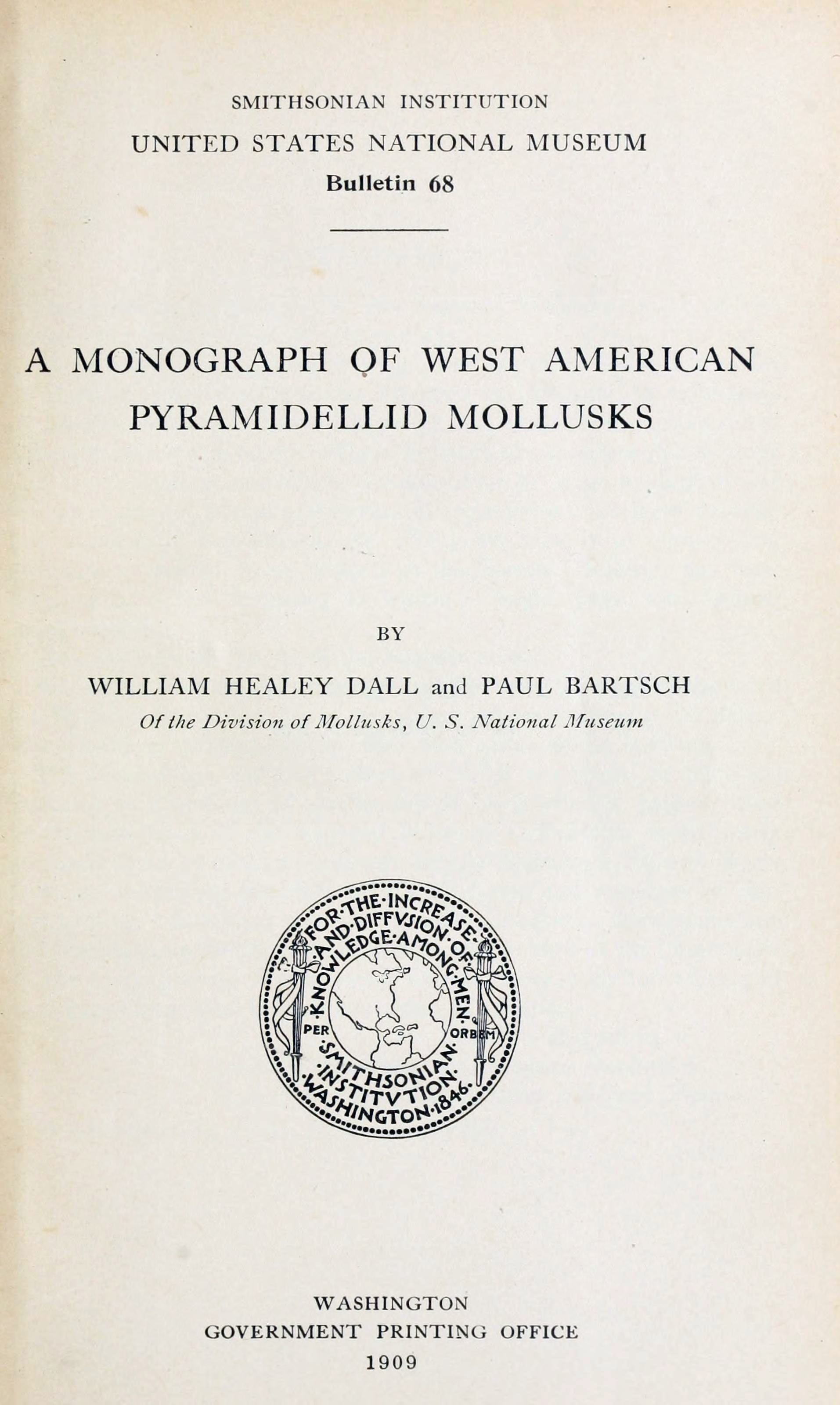
Página de título de "A Monograph of West American Pyramidellid Mollusks" (1909)

- Relatório sobre o Molusco, Parte I Bivalvia Bulletin do Museu de Zoologia Comparada Harvard, Vol. XII (1885-1886)
- Relatório sobre o Mollusca, Parte II Gastropoda & Scaphopoda Bulletin do Museu de Zoologia Comparada Harvard, Vol. XVIII, XXIX – (junho de 1889)
- Sobre os restos do homem pré-histórico posterior obtidos de cavernas no Arquipélago Catherina, Território do Alasca, e especialmente das cavernas das Ilhas Aleutas (1878)
- Meteorologia e Bibliografia do Alasca
- As correntes e temperaturas do mar de Bering e as águas adjacentes (1882)
- Piloto da Costa do Alasca (1883)
- Lista de moluscos marinhos (1884)
- Relatório sobre o Molusca Brachiopoda e Pelecypoda da Expedição Blake (1886)
- Mollusca da Costa Sudeste dos Estados Unidos (1890)
- Instruções para a coleta de moluscos (1892)
- Contribuições para a Fauna Terciária da Flórida (4 vols., 1890-1898)
- Neoceno da América do Norte (1892)
- Alasca como era e é. 1865–1895 (1895)
- Alasca e seus recursos (1870,[4] 1897)
- Dall, William Healey. "Anotações em um mapa manuscrito original da expedição de Bering de 1725-30, e em um mapa manuscrito original de sua segunda expedição, juntamente com um resumo de um diário da primeira expedição, mantido por Peter Chaplin, e agora traduzido para o inglês a partir de A versão russa de Bergh." (4° 2 mapas. ( Costa e Levantamento Geodésico. Ana Relatório, 1890. Aplicativo. 19, 759-775. )) Veja National Geographic  para um artigo relacionado de Dall.
- Dall, William Healey. Relatório de explorações geográficas e hidrográficas na costa do Alasca [1873.] (4° 1 mapa. ( Pesquisa da Costa. Ana Relatório, 1873. Aplicativo. 11, pág. 111-2. ))
- Dall, William Healey. Relatório sobre carvão e lignite do Alasca. (Geo. Enquete. 17 Rpt., pt. 1. 1896. pp. 763-908, pls. 48-58. )
- Dall, William Healey. Informe sobre o Monte Saint Elias, o Monte Fairweather e algumas das montanhas adjacentes. (Pesquisa Costeira. Ana Relatório, 1875 . Aplicativo. 10, pág. 157-88).
- Dall, William Healey. "Tribos do Extremo Noroeste" ( Contribuições para No. Amer. Etnologia. v. 1, pág. 1-156. males. 1 mapa. )
- Dall, William Healey. Mapa: Mostrando a distribuição das tribos do Alasca e território adjacente. 55° a 65° n. lat. × 130° a 170° W. grandes. Escala 50 estatística. m. = 7/8 pol. 21⅜ × 30¼ pol.

## Gêneros e espécies nomeados em sua homenagem
Braquiopods:
- Dallina Beecher, 1895

Moluscos:
- Conus dalli Stearns, 1873
- Dalliella Cossman, 1895
- Haliotis dalli Henderson, 1915
- Rissoina dalli Bartsch, 1915
- Cecum dalli Bartsch, 1920
- Notoplax dalli Is. & Iw. Taki, 1929
- Knefastia dalli Bartsch, 1944
- Cirsotrema dalli Rehder, 1945
- Hanleya Dalli Kaas, 1957
- Propeamussium dalli EA Smith, 1886

Peixe:
- Sebastes dallii CH Eigenmann & Beeson, 1894 (Calico Rockfish)
- Lythrypnus dalli ( CH Gilbert, 1890) (Góbio de banda azul)

Mamíferos:
- Carneiro-de-dall, Ovis dalli Nelson, 1884
- Boto-de-dall, Phocoenoides dalli F. True 1885
- Ursus arctos dalli (Merriam, 1896).[5]

## Abreviatura (zoologia)
A abreviatura Dall  emprega-se para indicar a William Healey Dall como autoridade na descrição e taxonomia em zoologia.